# VIP (telenovela)
VIP (hangul: 브이아이피; rr: Beuiaipi) é uma telenovela sul-coreana exibida pela SBS de 28 de outubro a 24 de dezembro de 2019, estrelada por Jang Na-ra, Lee Sang-yoon, Lee Chung-ah, Kwak Sun-young, Pyo Ye-jin e Shin Jae-ha.

## Enredo
A história da equipe da loja de departamentos Sung Un, que trabalha para clientes VIP, que constituem o 1% de seus clientes.
Um dia depois de receber uma mensagem de texto da infidelidade de seu marido de uma fonte anônima, Na Jeong-seon começa a suspeitar que seu marido e seus colegas tenham um caso. Em sua busca para descobrir a verdade, ela acaba revelando mais de um segredo que seus colegas estão escondendo.

## Elenco

### Elenco principal

#### Equipe VIP
- Jang Na-ra como Na Jeong-seon[2]

Esposa e colega de Seong-joon. Ela é de uma família rica e se formou em uma universidade de prestígio que conseguiu um emprego de alto nível na loja de departamentos Sung Un sem muita dificuldade.
- Lee Sang-yoon como Park Seong-joon

Líder da equipe da equipe de gerenciamento VIP da loja de departamentos Sung Un e marido de Na Jeong-seon.
- Lee Chung-ah como Lee Hyeon-ah

Chefe de seção profissional e elegante da força-tarefa VIP e ás da equipe. Ela voltou recentemente de um ano de folga devido a um ex-escândalo com seu chefe, responsável pelo RH.
- Kwak Sun-young como Song Mi-na

Mãe trabalhadora de dois filhos pequenos que perderam poucas promoções devido a várias licenças de maternidade, apesar de terem trabalhado por seis anos na empresa. Conseguir uma promoção na força-tarefa VIP é o objetivo dela.
- Pyo Ye-jin como On Yoo-ri

Ela vem de uma família pobre e luta pela sobrevivência. Ela consegue um emprego na força-tarefa VIP e se torna o centro das fofocas do escritório. Sua contratação fez com que a vida dos membros da equipe mudasse com os segredos revelados.
- Shin Jae-ha como Ma Sang-woo[3]

Um novo funcionário da força-tarefa VIP. Ele foi criado em um ambiente confortável com uma educação de prestígio. Ele age com cautela em suas ações na frente dos idosos no trabalho.

### Elenco de apoio

#### Loja de departamentos Sung Un
- Jung Joon-won como Cha Jin-ho
- Lee Jae-won como Lee Byeong-hoon

Esposo de Mi-na
- Park Sung-geun como Ha Jae-woong
- Jang Hyuk-jin como Bae Do-il
- Cho Seung-yeon como Ha Young-woong
- Lee Jin-hee como Kang Ji-young

#### Outros
- Kim Mi-kyung como Key Mi-ok
- Choi Hong-il como Na Young-chul
- Jung Ae-ri como Han Sook-young
- Sora Jung como Han Sook-ja
- Bae Hae-sun como Gil-ja
- Jang Hyun-sung como Jang Jin-chul
- Jeon Hye-jin como Lee Byung-eun

### Aparições especiais
- Oh Ah-rin como Ha Rim
- Bae Hae-sun como novo cliente VIP da riche
- Kim Yu-bin como Cha Se-rin
- Seo Woo-jin como Seo-jin
- Soy Kim como Ria
- Lee Ki-chan como Daniel

## Produção
A primeira leitura do roteiro ocorreu em 18 de abril de 2019. As filmagens começaram em 9 de maio e terminaram em 26 de outubro de 2019, dois dias antes da estreia da série.

## Classificações
- Na tabela abaixo, os números azuis representam as audiências mais baixas e os números vermelhos representam as audiências mais elevadas.

| Episódio | Parte | Data de transmissão    | Audiência média | Audiência média | Audiência média |
| Episódio | Parte | Data de transmissão    | TNmS            | TNmS            | TNmS            |
| Episódio | Parte | Data de transmissão    | Em todo o país  | Seul            | Em todo o país  |
| -------- | ----- | ---------------------- | --------------- | --------------- | --------------- |
| 1        | 1     | 28 de outubro de 2019  | 5.9% (17th)     | 6.7% (15th)     | 6.1% (18th)     |
| 1        | 2     | 28 de outubro de 2019  | 6.8% (15th)     | 7.8% (9th)      | 6.6% (15th)     |
| 2        | 1     | 29 de outubro de 2019  | 6.5% (13th)     | 6.9% (12th)     | 6.4% (13th)     |
| 2        | 2     | 29 de outubro de 2019  | 7.6% (7th)      | 8.2% (5th)      | 7.4% (12th)     |
| 3        | 1     | 4 de novembro de 2019  | 6.0% (17th)     | 7.1% (12th)     | 6.8% (15th)     |
| 3        | 2     | 4 de novembro de 2019  | 8.0% (10th)     | 9.4% (3rd)      | 7.5% (14th)     |
| 4        | 1     | 5 de novembro de 2019  | 7.4% (10th)     | 8.5% (4th)      | 6.9% (13th)     |
| 4        | 2     | 5 de novembro de 2019  | 9.1% (5th)      | 10.4% (2nd)     | 8.2% (8th)      |
| 5        | 1     | 18 de novembro de 2019 | 5.9% (18th)     | 6.7% (12th)     | 6.0% (20th)     |
| 5        | 2     | 18 de novembro de 2019 | 7.8% (10th)     | 9.1% (5th)      | 7.6% (12th)     |
| 6        | 1     | 19 de novembro de 2019 | 6.1% (15th)     | 7.0% (10th)     | 6.8% (15th)     |
| 6        | 2     | 19 de novembro de 2019 | 9.0% (4th)      | 10.4% (3rd)     | 8.9% (8th)      |
| 7        | 1     | 25 de novembro de 2019 | 6.4% (14th)     | 7.1% (13th)     | 7.0% (15th)     |
| 7        | 2     | 25 de novembro de 2019 | 8.1% (10th)     | 9.0% (4th)      | 8.2% (10th)     |
| 8        | 1     | 26 de novembro de 2019 | 8.5% (8th)      | 9.1% (6th)      | 7.5% (11th)     |
| 8        | 2     | 26 de novembro de 2019 | 11.4% (4th)     | 12.4% (2nd)     | 9.9% (7th)      |
| 9        | 1     | 2 de dezembro de 2019  | 8.3% (10th)     | 8.9% (6th)      | 7.8% (13th)     |
| 9        | 2     | 2 de dezembro de 2019  | 11.3% (4th)     | 12.3% (2nd)     | 9.2% (7th)      |
| 10       | 1     | 3 de dezembro de 2019  | 10.6% (5th)     | 11.4% (3rd)     | 8.0% (10th)     |
| 10       | 2     | 3 de dezembro de 2019  | 12.7% (2nd)     | 13.5% (2nd)     | 10.4% (7th)     |
| 11       | 1     | 9 de dezembro de 2019  | 9.6% (6th)      | 10.8% (5th)     | 8.4% (10th)     |
| 11       | 2     | 9 de dezembro de 2019  | 12.2% (4th)     | 13.6% (2nd)     | 10.6% (7th)     |
| 12       | 1     | 10 de dezembro de 2019 | 10.0% (6th)     | 11.0% (4th)     | 8.5% (9th)      |
| 12       | 2     | 10 de dezembro de 2019 | 13.2% (2nd)     | 14.2% (2nd)     | 10.7% (7th)     |
| 13       | 1     | 16 de dezembro de 2019 | 10.6% (5th)     | 12.0% (4th)     | 9.2% (10th)     |
| 13       | 2     | 16 de dezembro de 2019 | 13.1% (3rd)     | 15.0% (2nd)     | 11.0% (5th)     |
| 14       | 1     | 17 de dezembro de 2019 | 11.2% (5th)     | 12.6% (3rd)     | 10.2% (7th)     |
| 14       | 2     | 17 de dezembro de 2019 | 13.9% (2nd)     | 15.7% (2nd)     | 12.6% (4th)     |
| 15       | 1     | 23 de dezembro de 2019 | 11.9% (5th)     | 13.8% (3rd)     | 9.8% (7th)      |
| 15       | 2     | 23 de dezembro de 2019 | 14.9% (2nd)     | 16.6% (1st)     | 12.9% (3rd)     |
| 16       | 1     | 24 de dezembro de 2019 | 12.0% (3rd)     | 13.0% (3rd)     | 11.5% (5th)     |
| 16       | 2     | 24 de dezembro de 2019 | 15.9% (2nd)     | 17.7% (1st)     | 14.2% (3rd)     |
| Média    | Média | Média                  | 9.8%            | 10.9%           | 8.8%            |

## Prêmios e indicações
| Ano  | Prémio                | Categoria                                           | Indicação      | Resultado | Ref.  |
| ---- | --------------------- | --------------------------------------------------- | -------------- | --------- | ----- |
| 2019 | 2019 SBS Drama Awards | Melhor novo ator                                    | Shin Jae-ha    | Indicado  | [ 6 ] |
| 2019 | 2019 SBS Drama Awards | Melhor nova atriz                                   | Kwak Sun-young | Indicado  | [ 6 ] |
| 2019 | 2019 SBS Drama Awards | Melhor atriz coadjuvante                            | Lee Chung-ah   | Venceu    | [ 6 ] |
| 2019 | 2019 SBS Drama Awards | Prêmio de melhor personagem (Atriz)                 | Pyo Ye-jin     | Venceu    | [ 6 ] |
| 2019 | 2019 SBS Drama Awards | Prêmio de excelência em minissérie (Ator)           | Lee Sang-yoon  | Venceu    | [ 6 ] |
| 2019 | 2019 SBS Drama Awards | Prêmio de excelência superior em minissérie (Atriz) | Jang Na-ra     | Indicado  | [ 6 ] |
| 2019 | 2019 SBS Drama Awards | Prêmio produtor                                     | Jang Na-ra     | Venceu    | [ 6 ] |

## Transmissão internacional
- Filipinas - GMA (2020)
- Indonésia - Trans TV (2020)